# Sätze von Cohen-Seidenberg
Die Sätze von Cohen-Seidenberg, benannt nach Irvin Cohen und Abraham Seidenberg, sind zwei Sätze aus dem mathematischen Gebiet der kommutativen Algebra. Sie sind auch als Going up und Going down bekannt und befassen sich mit Primideal-Ketten in Ringerweiterungen.

## Situation
Sei {\displaystyle S\supset R} eine Ringerweiterung  zweier kommutativer Ringe mit demselben Einselement.
Sind {\displaystyle P\subset S} und {\displaystyle p\subset R} Primideale, so sagt man {\displaystyle P} liege über {\displaystyle p}, falls {\displaystyle p=P\cap R}.
Ist {\displaystyle P\subset S} ein Primideal, so ist {\displaystyle p:=R\cap P} ein Primideal in {\displaystyle R} und {\displaystyle P} liegt über {\displaystyle p}.
Ist {\displaystyle S\supset R} eine ganze Ringerweiterung und {\displaystyle P_{0}\subset \ldots \subset P_{n}} eine Primidealkette mit echten Inklusionen in {\displaystyle S}, so ist {\displaystyle P_{0}\cap R\subset \ldots \subset P_{n}\cap R} eine Primidealkette mit echten Inklusionen in {\displaystyle R}. Hier gehen wir der Frage nach, ob man umgekehrt Primidealketten in {\displaystyle R} zu solchen nach {\displaystyle S} "heben" kann, so dass die Primideale der Kette in {\displaystyle S} über denen der gegebenen Kette in {\displaystyle R} liegen. Dazu muss man zunächst einmal sicherstellen, dass über den Primidealen in {\displaystyle R} stets Primideale aus {\displaystyle S} liegen.
Betrachtet man etwa die Ringerweiterung {\displaystyle \mathbb {Q} \supset \mathbb {Z} } und ist {\displaystyle \pi \in \mathbb {Z} } eine Primzahl, so ist das erzeugte Hauptideal {\displaystyle p=(\pi )} ein Primideal und es gibt kein Primideal in {\displaystyle \mathbb {Q} }, das über {\displaystyle p} liegt. Handelt es sich bei {\displaystyle S\supset R} aber um eine ganze Ringerweiterung, so kann man zeigen, dass über jedem Primideal aus {\displaystyle R} stets ein Primideal aus {\displaystyle S} liegt.
Ist also {\displaystyle S\supset R} eine ganze Ringerweiterung und {\displaystyle p_{0}\subset \ldots \subset p_{n}} eine Primidealkette in {\displaystyle R}, so kann man für jedes {\displaystyle i}
ein über {\displaystyle p_{i}} liegendes Primideal {\displaystyle P_{i}\subset S} finden. Es stellt sich nun die Frage, ob man die {\displaystyle P_{i}} auch so wählen kann, dass sie eine aufsteigende Kette bilden. Genau diese Frage beantworten die Sätze von Cohen-Seidenberg.

## Going up
Es sei {\displaystyle S\supset R} eine ganze Ringerweiterung, {\displaystyle p_{0}\subset \ldots \subset p_{n}} eine Primidealkette in {\displaystyle R} und das Primideal {\displaystyle P_{0}} liege über {\displaystyle p_{0}}:
Dann gibt es über den {\displaystyle p_{i}} liegende Primideale {\displaystyle P_{i}}, {\displaystyle i>0}, die eine aufsteigende Kette bilden:

## Going down
Beginnt man in der Situation des Going up-Satzes statt mit einem über {\displaystyle p_{0}} liegenden Primideal mit einem über {\displaystyle p_{n}} liegenden, so benötigt man für eine analoge Aussage zusätzliche Voraussetzungen:
Es sei {\displaystyle S\supset R} eine ganze Ringerweiterung von Integritätsringen mit normalem {\displaystyle R}, {\displaystyle p_{0}\subset \ldots \subset p_{n}} sei eine Primidealkette in {\displaystyle R} und das Primideal {\displaystyle P_{n}} liege über {\displaystyle p_{n}}:
Dann gibt es über den {\displaystyle p_{i}} liegende Primideale {\displaystyle P_{i}}, {\displaystyle i<n}, die eine aufsteigende Kette bilden:

## Bedeutung
Primidealketten spielen eine wichtige Rolle bei der Berechnung der Dimension eines Ringes. Aus dem Going up-Satz ergibt sich sofort {\displaystyle \mathrm {dim} \,R=\mathrm {dim} \,S} für eine ganze Ringerweiterung {\displaystyle S\supset R}. Der Going down-Satz kann verwendet werden, um
{\displaystyle \mathrm {dim} \,K[X_{1},\ldots ,X_{n}]=n}
zu zeigen, wobei {\displaystyle K[X_{1},\ldots ,X_{n}]} der Polynomring in {\displaystyle n} Unbestimmten über dem Körper {\displaystyle K} ist.